# Dicentrarchus punctatus
La baila (Dicentrarchus punctatus) es una especie de pez perciforme de la familia Moronidae. No se reconocen subespecies. Se encuentra en el océano Atlántico, desde el canal de La Mancha hasta Senegal, así como en el mar Mediterráneo.